# Kurt Paetau
Kurt Birger Emil Paetau, född 24 juli 1904 i Helsingfors, död 27 oktober 1975 på Kanarieöarna, var en finländsk präst och författare.
Paetau var 1946–1952 kyrkoherde i Hammarland och 1952–1970 kaplan i Borgå svenska domkyrkoförsamling. Han utgav en levnadsteckning över prosten Karl Theodor Grönstrand och ett flertal diktsamlingar, bland annat debutsamlingen Lövängars land (1953) och Gräsbrand (1964), en lyrik med inslag av såväl naturmystik som realism.